# Sociedad San Pío V
La Sociedad Sacerdotal San Pío V o Sociedad de San Pío V (SSPV) es una organización católica tradicionalista de sacerdotes formada en 1983 en Nueva York.
La SSPV fue fundada por el padre Clarence Kelly y otros ocho sacerdotes de la Fraternidad Sacerdotal San Pío X (FSSPX), de la que el P. Kelly era el superior del distrito en los Estados Unidos de América.
Ellos se opusieron a la decisión de monseñor Marcel Lefebvre de utilizar la edición de 1962 del misal romano reformado por el papa Juan XXIII. El padre Kelly consideraba que la edición de 1962, aun cuando la considerara sacramentalmente válida, era canónicamente dudosa; ya que dudaba de la legitimidad de Juan XXIII como verdadero papa.
En los círculos de la FSSPX este grupo liderado por el padre Kelly fue llamado como «los Nueve». Al ser expulsados por monseñor Lefebvre, estos organizaron una congregación dedicada al papa san Pío V.
Los otros miembros del grupo original fueron los padres Thomas Zapp, Donald Sanborn, Anthony Cekada, Daniel Dolan, William Jenkins, Eugene Berry, Joseph Collins, y Martin Skierka.
En muy poco tiempo el grupo de los «Nueve» se separó de la dirección del padre Clarence Kelly, formando un grupo adherente a la teoría del sedevacantismo bajo la dirección de los padres Daniel Dolan y Donald J. Sanborn, quienes recibirían después la consagración episcopal de manos del arzobispo Pierre Martin Ngo Dinh Thuc y con el nombre de Restauración Católica, y que mantiene contactos con otros grupos sedevacantistas como la Congregación María Reina Inmaculada.
Los otros sacerdotes también se separaron fundando ministerios independientes y algunos están en relación con antipapas como Lino II o León XIV de la Iglesia Católica Apostólica Remanente.
En 1993 monseñor Alfredo Méndez C.S.C ordenó al padre Clarence Kelly como obispo. 
La SSPV posee cinco prioratos en un radio que se extiende desde Long Island, Nueva York hasta Montana, así como capillas y otros centros de misas a lo largo de los Estados Unidos y Canadá. 
En 1984, el por entonces padre Kelly fundó un convento de Hermanas, la Congregación de las Hijas de María, Madre de Nuestro Salvador, de la que es superiora general la madre María Bosco.
La SSPV posee un seminario para la formación de sacerdotes, su director es el padre Paul Baumberger. Las ordenaciones son conferidas por monseñor Kelly.